# Danmarks försvarsmakt
Danmarks försvarsmakt (danska: Forsvaret) är Danmarks militära styrkor och består av  vapengrenarna Hæren (armé), Hjemmeværnet (hemvärn), Søværnet (marinen) och Flyvevåbnet (flygvapnet).

## Bakgrund
Det danska försvaret byggdes upp från grunden efter den tyska ockupationen under andra världskriget. Danmark fick hjälp av USA och andra allierade i Nato, och därför bestod mycket av den danska arméns materiel av utrustning som de allierade hade tillverkat under kriget. Först omkring 1950 började försvaret att nå den storlek som krävdes från Natos sida i alliansen mot östblocket. Däremot låg försvarsmaktens storlek under hela kalla kriget i underkant jämfört med Natos önskemål.
Regeringen fattade 2004 tillsammans med Socialdemokraterne, Radikale Venstre och Dansk Folkeparti ett försvarsbeslut som skulle reformera det danska försvaret efter försvarspolitikens nya villkor. Avsaknaden av ett verkligt militärt hot har gjort att det gamla mobiliseringsförsvaret ska avskaffas, till förmån för en insatsberedskap där danska styrkor under FN:s eller Natos ledning kan verka internationellt, antingen som fredsbevarande styrkor eller i regelrätta militära operationer.
Danmark har värnplikt för män. Den är dock inte allmän, utan den danska värnpliktslagen föreskriver ett lottningssystem. I praktiken inkallas ungefär 30 % av de värnpliktiga till grundutbildning. 2/3 av dessa är frivilliga. Grundutbildningens längd är 4-14 månader. De flesta värnpliktiga tjänstgör 9 månader. Den danska försvarsmakten har i fredstid en personalstyrka om ca 28 000 personer, varav 6 000 värnpliktiga (år 2005). (Detta exklusive Hjemmeværnet som 2009 uppgick till 51 000 frivilliga.) Värnpliktiga tjänstgör också i den statliga räddningstjänsten. (Se brandförsvar.) Grönländska och färöiska män är inte värnpliktiga.
Det danska försvaret styrs av en försvarschef som är underställd försvarsministern.
Forsvarets Efterretningstjeneste är Danmarks militära underrättelsetjänst. Jægerkorpset är ett danskt specialförband inom armén som bildades 1961 med brittiska Special Air Service och amerikanska 75th Ranger Regiment som förebilder. Frømandskorpset (Grodmanskåren) är marinens specialförband med USA:s Navy SEAL som förebild. Båda förbanden är utbildat inom fjärrspaning, sabotage och terroristbekämpning och kan samverka med Polisens aktionsstyrka.

## Internationella uppdrag
En dansk styrka på cirka 750 personer är i mars 2010 placerad i provinsen Helmand i Afghanistan som en del av International Security Assistance Force, en internationell styrka som deltar i det 2010 ännu pågående Afghanistankriget. Dansk militär deltog även 2003-2007 i Irakkriget.
Sedan 1992 har 25 000 danska soldater stridit utomlands, av de har 49 stupat i direkt samband med krigshandlingar. Sannolikt är det dock fler som dött i samband med självmord i efterhand, som ett resultat av traumatiska minnen från kriget.

## Arméns organisation

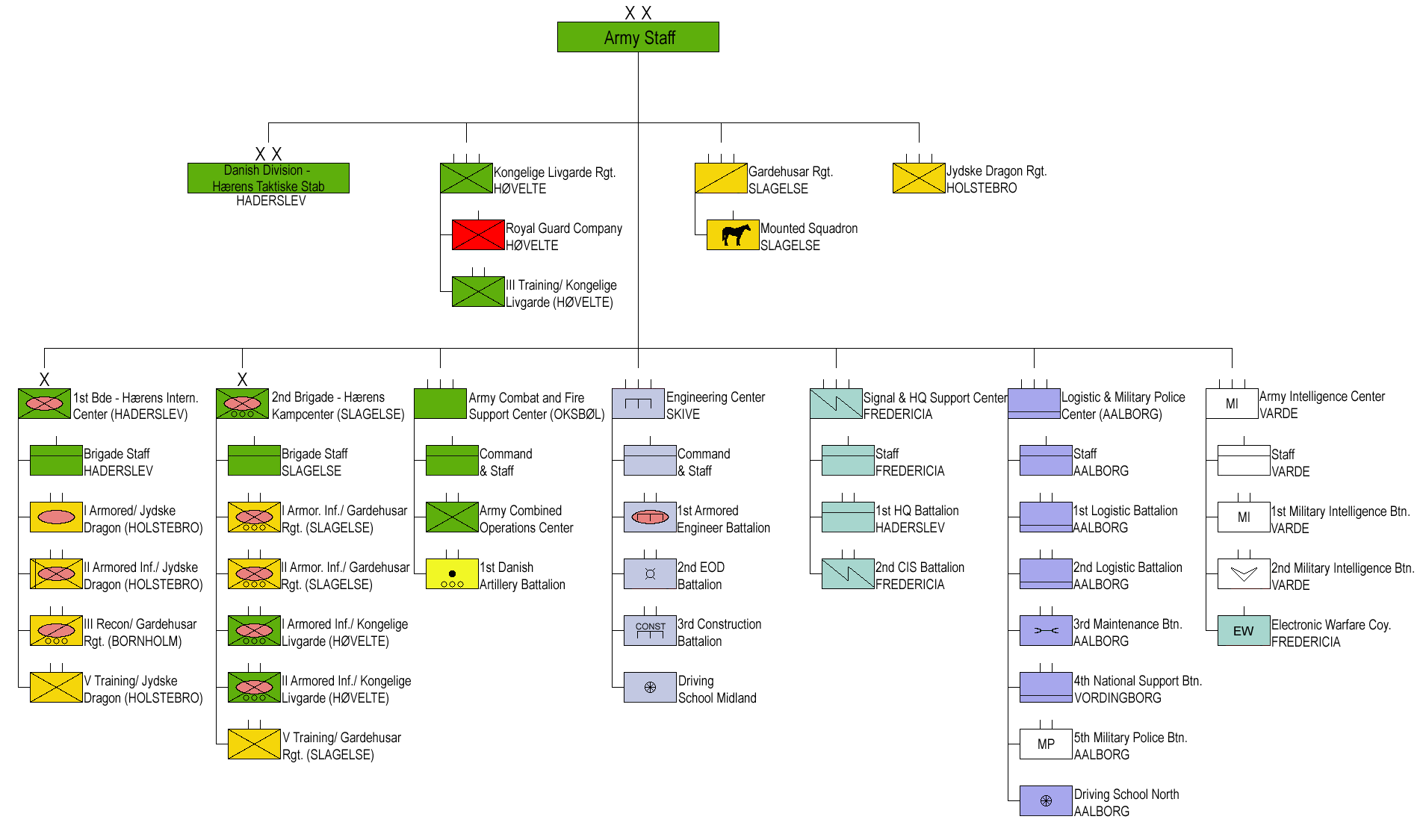
Den danska arméns organisation 2013.